# Le Baiser dans un tunnel (film, 1899, Smith)
Pour les articles homonymes, voir Le Baiser dans un tunnel.
Pour plus de détails, voir Fiche technique et Distribution.
Le Baiser dans un tunnel (The Kiss in the Tunnel) est un film anglais réalisé par George Albert Smith, de l'École de Brighton, sorti en 1899.
Ce film, constitué de trois plans successifs, est souvent considéré comme le premier exemple de montage narratif.

## Synopsis
La caméra filme l'entrée d'un tunnel, d'où jaillit un train à vapeur. La caméra se met à avancer elle-même sur la seconde voie, entrant dans le tunnel et dans le noir. Dans un compartiment de 1re classe, un homme lit son journal et fume le cigare. Devant lui, une voyageuse lit une revue. Elle lève le regard vers son voisin qui se penche et la chatouille sous le menton. Charmée, elle rit et il redouble de séduction. Il se débarrasse du journal, se lève et enlève son encombrant chapeau haut de forme. Il dépose un rapide baiser sur la bouche de la jeune dame qui pouffe de rire tandis qu'il se rassied et recoiffe son chapeau. Les rires de sa voisine l'encouragent. Il se lève de nouveau, pose sa coiffe sur la banquette et va embrasser une nouvelle fois la dame, puis se rassied, aplatissant son chapeau qu'il remet aussitôt en forme. Les deux voyageurs se replongent alors dans leur lecture. La caméra sort du tunnel.

## Fiche technique
- Titre original : The Kiss in the Tunnel
- Titre français : Le Baiser dans le tunnel
- Réalisation : George Albert Smith
- Société de production : G.A.S. Films
- Pays de production :  Royaume-Uni
- Format : 35 mm à 2 rangées de 4 perforations rectangulaires Edison par photogramme - noir et blanc - muet
- Date de sortie :
  - Royaume-Uni : novembre 1899

## Distribution
- George Albert Smith : le voyageur
- Laura Bayley (en) : la voyageuse

## Analyse
Ce film comporte pour la première fois dans l'histoire du cinéma une sorte de plan subjectif à propos duquel le spectateur de l'époque ignorait la technique utilisée pour sa prise de vues. « Comme il n’y a aucune référence matérielle au train qui porte la caméra, le regard du spectateur semble flotter au-dessus des rails et devient le regard d’un train invisible. Ce plan est d’ailleurs appelé en anglais un phantom shot, la vue subjective d’un fantôme. »
Le film consiste en l'insertion d'un plan (les deux voyageurs) au milieu d'un autre film (View from an Engine Front - Train Leaving Tunnel filmé en 1899 par Cecil Hepworth). En résulte un film en trois plans dont le nouveau récit est propre au montage cinématographique : c'est parce que le train entre dans le tunnel que le couple ose se rapprocher. Puis chacun reprend sa place juste avant que le train sorte du tunnel. Ce film très novateur pour l'époque montre la compréhension de George Albert Smith du montage comme une continuité et non plus comme une simple succession de vues indépendantes.

## Commentaire
La publicité autour de ce film soulignait les liens matrimoniaux des deux comédiens (le réalisateur lui-même et son actrice préférée, nommée Mrs George Albert Smith) afin d'atténuer le côté scandaleux de ce baiser volé — bien que consenti — entre deux inconnus dans un train.